# Ayahi Takagaki
Ayahi Takagaki (高垣 彩陽, Takagaki Ayahi, Tóquio, 25 de outubro de 1985) é uma dubladora e cantora japonesa. Ficou conhecida em 2007, após dublar Jasmine em Deltora Quest e Lucia Nahashi em Venus Versus Virus.
Começou sua carreira de cantora após interpretar o tema de abertura do anime First Love Limited. Dessa forma, formou um grupo musical chamado Sphere com mais três garotas, também dubladoras, e lançaram o primeiro single intitulado "Future Stream".
Em 2008, ela completou sua graduação em música na Musashino Academia Musicae, especializando-se em desempenho de voz.

## Carreira

### Dubladora
Takagaki teve seu primeiro grande papel como dubladora em 2007, interpretando Jasmine em Deltora Quest. Posteriormente, dublou Lucia Nahashi em Venus Versus Virus e Asakura Otome em Da Capo II, bem como Feldt Grace em Mobile Suit Gundam 00.
Em 2008, interpretou Noe Isurugi em True Tears e Megumi Yamamoto em S · A: Special A. Em 2009, dublou Nina Antalk em Chrome Shelled Regios e Ein em Phantom: Requiem for the Phantom. Nesse mesmo ano, interpretou Alesta Blanket em Fight Ippatsu!! Juden-chan! e Sumika Murasame em Sasameki Koto, além de reprisar seu papel como Feldt Graça na segunda temporada de Mobile Suit Gundam 00.
A dubladora já apareceu no programa de televisão Anime Song Plus (アニソンぷらす, Anison Purasu) junto com Aki Toyosaki, Haruka Tomatsu e Minako Kotobuki para apresentarem o seu grupo musical Sphere, nos dias 20 de abril e 27 de julho de 2009. Em junho de 2009, Takagaki narrou uma parte do programa.

### Cantora
A primeira performance musical de Takagaki foi o tema de abertura de First Love Limited, intitulado "Future Stream", com Aki Toyosaki, Haruka Tomatsu e Minako Kotobuki. Pouco tempo depois, as quatro formaram o grupo musical Sphere. Elas são afiliadas a Ray'n da Sony Music Entertainment Japan. Essa canção foi o primeiro single do grupo, sendo lançada em 22 de abril de 2009. Em julho, o grupo interpretou o tema de abertura do anime Sora no Manimani, "Super Noisy Nova", o qual foi lançado como single em 29 de julho de 2009. Sphere lançou o terceiro single, "It Raises the Wind/Brave my heart", em 25 de novembro de 2009. O grupo lançou o primeiro álbum intitulado A.T.M.O.S.P.H.E.R.E em 23 de dezembro de 2009. Depois, elas cantaram o tema de abertura de Ichiban Ushiro no Daimao, "REALOVE:REALIFE", o qual foi ao ar em abril de 2010.

## Trabalhos

### Anime
2006
- Ouran High School Host Club (Tsubaki Kamigamo)

2007
- Baccano! (Sylvie Lumiere)[20]
- Da Capo II: Asakura Otome[4]
- Deltora Quest (Jasmine)[2]
- Mobile Suit Gundam 00 (Feldt Grace)[21]
- Venus Versus Virus (Lucia Nahashi)[3]
- Gakuen Utopia Manabi Straight! (estudante)
- Kenkō Zenrakei Suieibu Umishō (Asami Oyamada, Karenna Nanjō, estudante)
- Goshūshō-sama Ninomiya-kun: (Shungo jovem, garoto)
- Toward the Terra (Artella)
- Hell Girl: Two Mirrors (Kitazaki)

2008
- S · A: Special A (Megumi Yamamoto)[6]
- Mobile Suit Gundam 00 Second Season (Feldt Grace)[21]
- Net Ghost PiPoPa (Azusa Sakamoto, Karin Yukitani, Pu/Seiren)
- True Tears (Noe Isurugi)[5]
- Slayers Revolution (garota)
- Kyō no Go no Ni (Tsubasa Kawai)
- Allison & Lillia (Meg)
- Itazura na Kiss (Mari Horiuchi)
- Rental Magica (estudante)
- Skip Beat! (Miya)
- Macademi Wasshoi! (Baltia)
- Mokke (Gouda)
- Battle Spirits: Shounen Toppa Bashin (Suiren)
- Yozakura Quartet (Mina Tatebayashi)
- Hell Girl: Three Vessels (Jun Moriyama)

2009
- Chrome Shelled Regios (Nina Antalk)[7]
- Fight Ippatsu! Jūden-chan!! (Alesta Blanket)[9]
- Phantom: Requiem for the Phantom (Ein)[8]
- Sasameki Koto (Sumika Murasame)[10]
- Sora no Otoshimono (Mikako Satsukitane)[22]
- Inazuma Eleven (Touko Zaizen)
- Canaan (Nene)
- Zan Sayonara Zetsubou Sensei (Oora Kanako)
- Kobato. (Haruka)
- Sora no Manimani (Miki Makita, Sayuri Minami)
- Yumeiro Patissiere (Reiko-sensei)
- Zoku Natsume Yūjin-chō (Midori)
- Student Council's Discretion (estudante)

2010
- Durarara!! (Erika Karisawa)[23]
- The Qwaser of Stigmata (Ayana Minase)[24]
- Hanamaru Kindergarten (Hiiragi)[25]
- Transformers Animated (Arcee, Teletran I)
- Seikimatsu Occult Gakuin (Ami Kuroki)
- Densetsu no Yuusha no Densetsu (Ferris Eris)
- Mitsudomoe (Mitsuba Marui)
- Asobi ni iku yo! (Ichika)[26]
- Sora no Otoshimono Forte (Mikako Satsukitane)
- Mobile Suit Gundam 00 The Movie: A wakening of the Trailblazer (Feldt Grace)

2011
- Ao no Exorcist (Kuro)
- Sora no Otoshimono Forte: Dreamy Season (Mikako Satsukitane)
- Sora no Otoshimono the Movie: The Angeloid of Clockwork (Mikako Satsukitane)
- Chihayafuru (Taichi Mashima (jovem))
- Mitsudomoe Zouryouchuu! (Mitsuba Marui)
- Mobile Suit Gundam AGE (Decil Galette)
- Beelzebub (Kouta Kunieda, Nene Omori)
- Inazuma Eleven GO (Kurama Norihito)
- Pokémon the Movie: Black—Victini and Reshiram and White—Victini and Zekrom (Moguryuu)[27][28]

2012
- Daily Lives of High School Boys (irmã mais nova de Tadakuni)
- Natsuiro Kiseki (Saki Mizukoshi)[29]
- Senki Zesshō Symphogear (Chris Yukine)
- Inazuma Eleven GO Chrono Stone (Kurama Norihito, Manto, Tasuke)
- Tari Tari (Wakana Sakai)
- Sword Art Online (Lisbeth/Rika Shinozaki)
- Fate/Zero Second Season (Shirley)
- Natsuyuki Rendezvous (repórter)
- Cardfight!! Vanguard Season 2: Asia Circuit (Takuto Tatsunagi)

2013
- Arata: The Legend (Kotoha)
- Hakkenden: Tōhō Hakken Ibun (Hamaji)
- The World God Only Knows: Goddesses Arc (Yui Goido, Mars)
- Photo Kano (Yūko Uchida)
- Senki Zesshō Symphogear G (Chris Yukine)
- Gin no Saji (Tamako Inada)
- Inazuma Eleven GO Galaxy (Mizukawa Minori, Lalaya Obies)
- I Couldn’t Become a Hero, So I Reluctantly Decided to Get a Job. (ela mesma)
- Non Non Biyori (Honoka Ishikawa)
- Log Horizon (Henrietta)
- Gaist Crusher (Luminella Hotaru)
- Chihayafuru 2 (Rion Yamashiro)
- Wanna be the Strongest in the World (Jumbo Yamamoto)
- Yozakura Quartet -Hana no Uta- (Mina Tatebayashi)
- Cardfight!! Vanguard Season 3: Link Joker (Takuto Tatsunagi)
- Magi: The Labyrinth of Magic (Myron Alexius)

2014
- Inazuma Eleven GO Galaxy (Seren Melvil, Despina Laks)
- My Little Pony: Friendship Is Magic (Princesa Cadance)
- Blade & Soul (Dan Roana)
- Black Butler: Book of Circus (boneca)
- Gundam Reconguista in G (Manny Anbasada)
- Sword Art Online II (Lisbeth/Rika Shinozaki)
- Spo-chan Taiketsu: Youkai Daikessen (Jin)
- Tokyo Ghoul (Itori)
- Terra Formars (Zhang Ming-Ming)

2015
- JoJo no Kimyo na Boken Stardust Crusaders (Mariah)

### Jogos
- Guilty Crown: Lost Xmas (Past)
- Norn9 (Kuga Mikoto)
- Sword Art Online: Infinity Moment (Lisbeth)
- Harvest Moon DS: Grand Bazaar (Freya)